# Arctosa alluaudi
Arctosa alluaudi este o specie de păianjeni din genul Arctosa, familia Lycosidae, descrisă de Guy, 1966.
Este endemică în Morocco. Conform Catalogue of Life specia Arctosa alluaudi nu are subspecii cunoscute.